# Dušan Čkrebić
Dušan Čkrebić (Niš, 7 de agosto de 1927 – Belgrado, 7 de abril de 2022) foi um político sérvio. Serviu como primeiro-ministro, presidente da Assembleia e presidente da Sérvia. Foi membro da Liga dos Comunistas da Iugoslávia.

## Biografia
Čkrebić nasceu em Niš, Reino dos Sérvios, Croatas e Eslovenos, em 7 de agosto de 1927, e serviu na 1ª Brigada Proletária dos Partidários Iugoslavos durante a Segunda Guerra Mundial.
Em 1947, ele começou a estudar aeronáutica na União Soviética, e tornou-se o gerente geral de uma fábrica de refrigerantes em Lukavac em 1958. De 1974 a 1978, atuou como primeiro-ministro da SR Sérvia e depois como presidente da Assembleia de 1978 a 1982.
Em 1982, tornou-se membro do Comitê Central da Liga dos Comunistas da Iugoslávia.
Após o expurgo de Milošević da Liga dos Comunistas da Sérvia e a consolidação inconstitucional do poder dentro da república em 1987, o Comitê Central da Liga dos Comunistas da Iugoslávia respondeu mantendo votos de confiança em 1988. Čkrebić, amplamente visto como um aliado de Milošević, foi o único membro efetivo a perder seu voto de desconfiança; depois disso, ele renunciou ao Comitê. O próprio Milošević estava isento de enfrentar uma votação semelhante porque ele liderava a Liga dos Comunistas da Sérvia. Čkrebić assim se aposentou da política em 1990.

Čkrebić morreu em 7 de abril de 2022.